# N-Nitrosopyrrolidin
N-Nitrosopyrrolidin ist eine chemische Verbindung aus der Gruppe der Nitrosamine.

## Vorkommen
N-Nitrosopyrrolidin wurde in Fleischprodukten und geräuchertem Fisch nachgewiesen.

## Gewinnung und Darstellung
N-Nitrosopyrrolidin entsteht durch Reaktion von Prolin, Glycylprolin, Prolylglycin und Pyrrolidin mit Natriumnitrit bei einer Temperatur von 170 °C. Die Verbindung entsteht auch bei der Reaktion von Pyrrolidin mit Nitromethan und Orthoameisensäuretriethylester.

## Eigenschaften
N-Nitrosopyrrolidin ist eine brennbare, schwer entzündbare, gelbe Flüssigkeit, die mischbar mit Wasser ist. Die Verbindung zersetzt sich bei erhöhter Temperatur. Sie zersetzt sich ebenfalls in Licht, besonders UV-Licht. Die Verbindung ist stabil in neutralen und alkalischen Lösungen, aber instabil in sauren Lösungen.

## Verwendung
N-Nitrosopyrrolidin kann zur Untersuchung von Karzinogenen und Krebs verwendet werden. Der Stoffwechsel von Nitrosaminen in vivo wurde an Ratten getestet.

## Externe Links zu erwähnten Verbindungen
1. ↑  Externe Identifikatoren von bzw. Datenbank-Links zu Glycylprolin:  CAS-Nr.: 118203-80-8, PubChem: 79101, ChemSpider: 71432, Wikidata: Q27252868.
2. ↑  Externe Identifikatoren von bzw. Datenbank-Links zu Prolylglycin:  CAS-Nr.: 2578-57-6, PubChem: 6426709, ChemSpider: 4932143, Wikidata: Q27893792.